# Léo Major
Pour les articles homonymes, voir Major (homonymie).
Léo Major, né le 23 janvier 1921 à New Bedford et mort le 12 octobre 2008, à Candiac, est un militaire québécois ayant servi dans Le Régiment de la Chaudière et le Royal 22e Régiment des Forces armées canadiennes. Il s'est distingué par ses actes de bravoure lors de la Seconde Guerre mondiale et de la guerre de Corée. Il est surnommé le Rambo québécois.
Longtemps tombé dans l'oubli, il redevient connu dans les années 2010 grâce à internet[C'est-à-dire ?] et plusieurs livres écrits à son sujet[Lesquels ?]. 

## Enfance
Léo Major est le fils aîné d'Achille Major et d'Amanda Sévigny, une famille franco-américaine. Son père, ouvrier des chemins de fer Canadien National, bénéficie d'une affectation temporaire de travail pour un programme d'échange avec l'American Railroad Company. C'est pendant cette période, le 23 janvier 1921, que naît le premier des enfants de la famille d'Achille : Léo. Après l'achèvement de ses travaux, en septembre 1921, la famille retourne à Montréal — d'où les Major étaient originaires. Sa famille habite successivement au 1351 des Érables en 1924, au 4389 Chambord en 1935, puis finalement sur la rue Frontenac à partir de 1938.

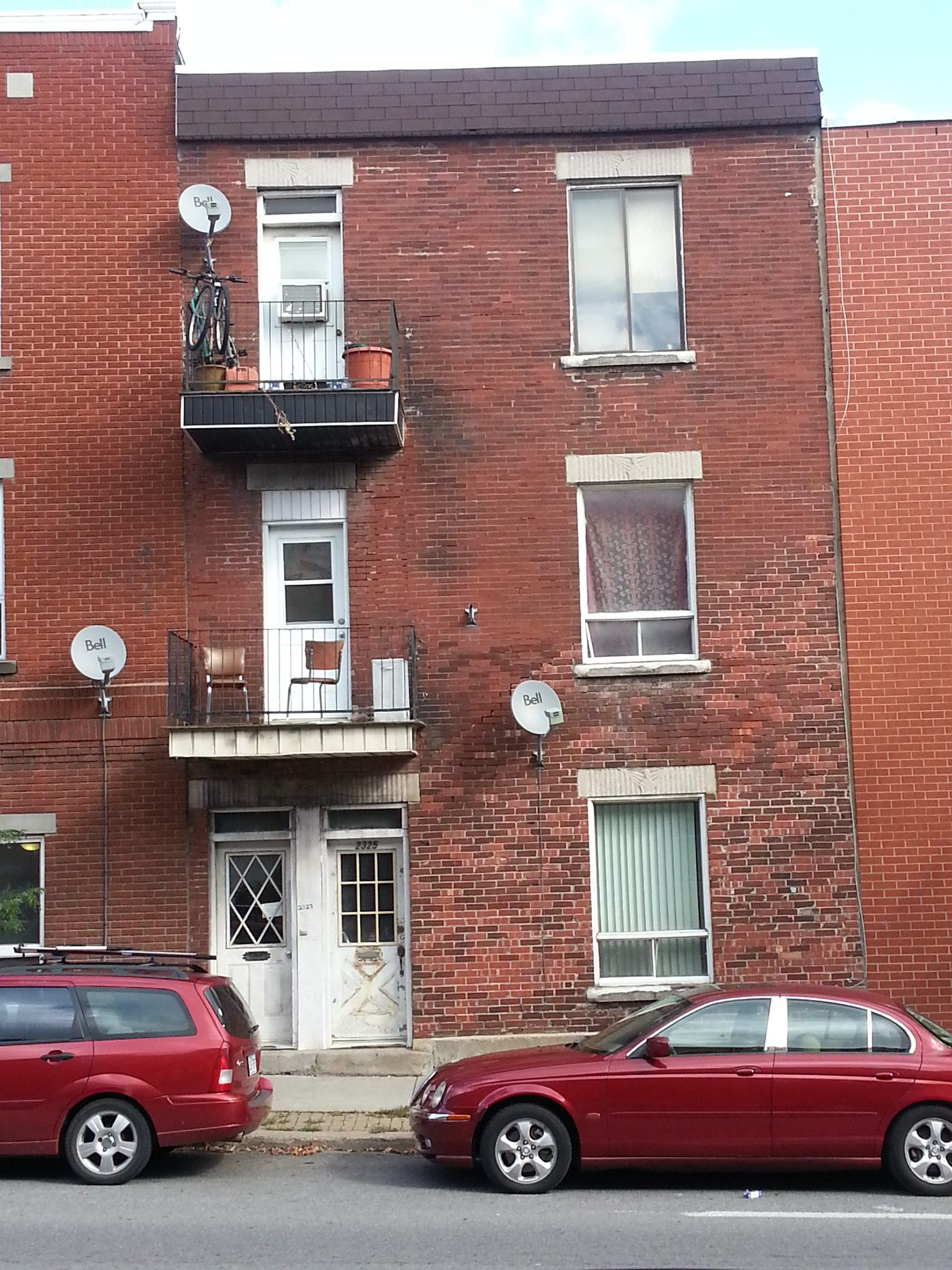
Maison d'enfance de Léo Major sur la rue Frontenac.

Au cours des 14 années suivantes, les parents de Léo ont 12 autres enfants. Son père étant souvent parti pendant de longues semaines, œuvrant sur un chantier de construction des chemins de fer, sa mère Amanda élève seule les 13 enfants. Léo subit à cette époque l'expérience traumatisante de son père qui, lorsqu'il revient d'un long séjour à l'extérieur, le bat avec sa ceinture à la suite des récits de sa mauvaise conduite que fait sa mère. Pour une raison qui demeure obscure, Léo est l'unique cible des crises de rage de son père. En plus des sévices, Léo est également soumis à de la violence psychologique, alors que son père le réprimande souvent en lui disant qu'il n'est « qu'un paresseux, une mauviette et un peureux qui ne pourra jamais réussir dans le monde compétitif d'aujourd'hui ». Dans les années 1920, son père Achille devient protestant. Léo va étudier à l'école anglophone jusqu'à l'âge de 14 ans.
À 14 ans, au cœur de la Grande Dépression, Léo quitte le domicile familial après une altercation avec son père pour aller vivre avec sa tante Annie et son oncle Émile Major, également résidents de Montréal (et parents du chanteur Aimé Major). Après un certain temps, il va habiter dans une ferme avec un couple sans enfant qui le traite comme leur fils. Il travaille comme agriculteur dans cette famille.
En 1938, Léo se trouve un emploi comme travailleur de construction à la gare centrale de Montréal, alors en chantier sur le site de l'ancienne gare, près du centre-ville. Il y travaille physiquement et effectue des quarts de 9 à 10 heures par jour, six jours par semaine. Ne ménageant pas ses efforts, Léo force l'admiration de son contremaître, qui remarque vite le penchant du jeune homme pour les missions difficiles et dangereuses ; Léo hérite ainsi du dynamitage de trous dans la roche, afin de consolider les pieux qui doivent soutenir les murs et les planchers du bâtiment.

## Seconde Guerre mondiale

### Enrôlement
Léo Major s'enrôle en juillet 1940 à l'âge de 19 ans. Il est affecté dans un premier temps au Royal 22e Régiment et deux jours plus tard, lorsqu'il apprend que le Régiment de la Chaudière est le prochain à être envoyé en Europe, il demande et obtient son transfert à cette unité. Il reçoit son premier entraînement à la base des Forces canadiennes Valcartier près de la ville de Québec.
Le 22 septembre, il quitte Valcartier pour Sussex au Nouveau-Brunswick, et y poursuit son entraînement jusqu’au 19 juillet 1941 alors qu’il s’embarque avec le Régiment de la Chaudière à bord du SS Strathmore en route pour la Grande-Bretagne. La traversée dure huit jours et, le 28 juillet, le convoi arrive au port de Gouroch, au nord de l’Écosse. Le Régiment prend ses quartiers à Aldershot le 31 juillet.

### Entraînement
Une fois rejoint le Régiment de la Chaudière en Écosse, l'entraînement débute et dure trois ans et demi : de l'aube jusqu'au coucher du soleil, 6 jours par semaine, 50 semaines par année. Léo est l'un des rares à maîtriser la langue anglaise, la majorité des recrues du régiment pouvant difficilement parler cette langue. Il progresse rapidement dans les unités d'entraînement de la base militaire. Léo se spécialise dans le tir de précision, la reconnaissance et les opérations de commando. Il se révèle avoir d'excellentes capacités visuelles, auditives, d'infiltration et d'endurance. Durant son temps libre, il s'entraîne à la boxe.
C'est durant cette période qu'il se lie d'amitié avec Willy Arseneault, un soldat canadien-français de Montréal.

### Débarquement de Normandie

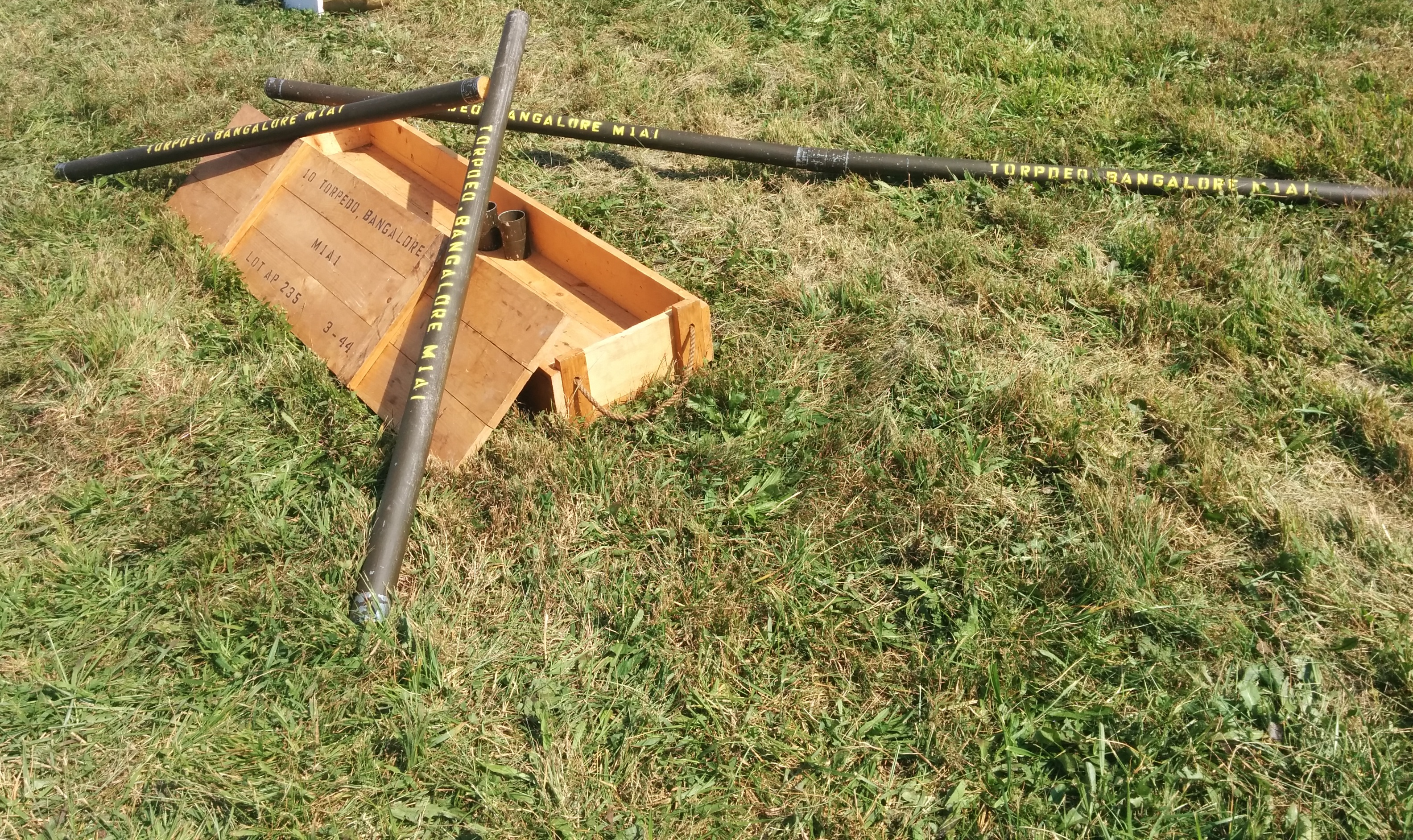
Quatre pièces de mine Bangalore : deux pièces individuelles et deux pièces attachées ensemble.

Léo Major participe au débarquement de Normandie le 6 juin 1944 sur la Juno Beach avec le Régiment de la Chaudière, alors que les troupes canadiennes-anglaises du Queen's Own Rifles of Canada sont clouées au sol. Avec cinq autres soldats du Régiment de la Chaudière, Léo détruit une partie du mur d'un bunker abritant un nid de mitrailleuses allemand en posant une mine Bangalore. Le bulldozer accompagnant son régiment fait une brèche dans le mur et les soldats canadiens surprennent une douzaine de soldats allemands et les font prisonniers.

#### Capture d'un Hanomag

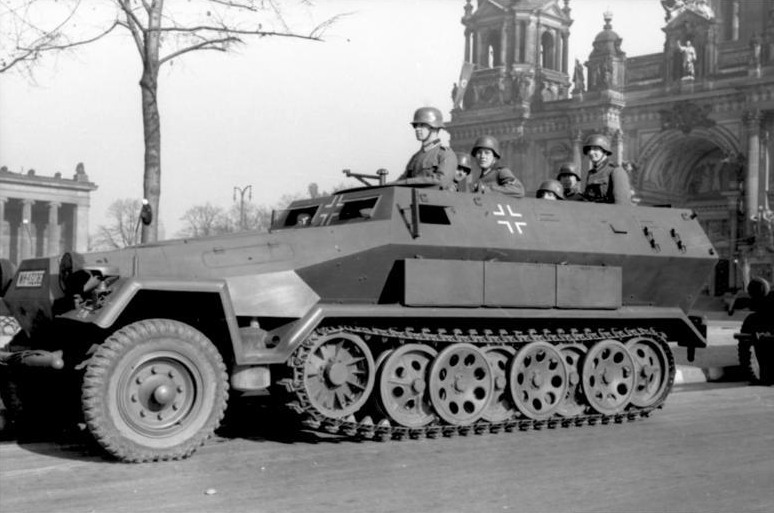
Hanomag SdKfz 251.

Plus tard dans l'après-midi, Léo et un soldat sont assignés à une mission de reconnaissance pour explorer le terrain derrière les collines boisées marquant les lignes ennemies. L'objectif de leur mission est de collecter la position des unités allemandes, leurs forces ainsi que leurs armements et de rapporter ces informations au commandant.
Lors de cette mission, ils aperçoivent un Hanomag SdKfz 251, un véhicule blindé allemand semi-chenillé muni d'un canon antichar de 75 mm, occupé par trois soldats allemands. Les deux éclaireurs quittent la route et se cachent derrière une haie alors que le véhicule arrive sur la route. Ne voyant aucune autre troupe ennemie, ils décident de capturer le véhicule et ses occupants afin de pouvoir les interroger. Au moment où le véhicule passe à leur hauteur, Léo vise et blesse le chauffeur à l'épaule, de sorte qu'il puisse encore conduire le Hanomag pour rejoindre les troupes canadiennes. Au même moment, l'autre éclaireur tire sur le mitrailleur et le tue sur le coup. Le chauffeur blessé et l'autre soldat se rendent alors.
Les soldats canadiens indiquent par la suite au chauffeur de prendre la direction du quartier général des forces canadiennes, à quelque cinq kilomètres de leur position. Sur le chemin, ils repèrent une section de commandos d'un bataillon anglo-canadien se préparant à traverser un pré. L'un des soldats de cette section porte un transmetteur sans fil. Léo et l'autre soldat font alors des signes en criant, afin que les soldats canadiens comprennent que le véhicule allemand est capturé et mené par des troupes amies.
Pendant que les deux soldats racontent la capture du Hanomag, le sergent de la section contacte son bataillon afin de faire préparer des soins médicaux pour le conducteur allemand blessé qui souffre et saigne abondamment. Lorsque Léo arrive au bataillon anglo-canadien avec le Hanomag, les deux soldats sont reçus avec exaltation par la troupe, en raison de la témérité de cette capture.
Le commandant en chef du bataillon demande alors à Léo de leur céder le véhicule capturé. Léo refuse : « Non monsieur, nous refusons de faire cela car nous avons capturé ce véhicule, de même que tous ceux et ce qui s'y trouve ; nous allons le remettre au commandant de notre régiment, le major Gustave Tascherau ». Léo apprend quelques jours plus tard que le véhicule contenait des transmetteurs sans fil et plusieurs livres-codes servant aux communications cryptées ennemies.

#### Perte de l'œil gauche
Le 24 juin 1944, Léo et quatre soldats sont affectés à une mission de reconnaissance des lignes ennemies lors de la bataille de Caen. Ils arrivent face à face avec une patrouille de la 1re Panzerdivision SS Leibstandarte SS Adolf Hitler composée de cinq soldats allemands.
Les soldats canadiens tirent sur la patrouille et tuent quatre soldats allemands sur le coup. Le cinquième soldat, mortellement blessé, réussit à lancer une grenade au phosphore. Dans l'explosion, Major est blessé à l'œil gauche. Il est par la suite transporté dans un hôpital de campagne afin d'être examiné. Le médecin qui le soigne lui déclare : « Mon ami, la guerre est finie pour vous. Vous allez retourner en Angleterre. », ce à quoi Major répond : « C'est impossible monsieur, je suis un tireur d'élite dans ma section, ils ne peuvent fonctionner sans moi ; mon œil droit est parfait et c'est l'œil que j'utilise pour le tir de précision ». Il refuse d'être évacué. Le médecin le renvoie à son unité après lui avoir fait un bandage avec un élégant cache-œil. Selon lui, « il ressemblait à un pirate ». Léo continue son service comme éclaireur et tireur d'élite.
Pendant la bataille de Normandie, il détruit un char d'assaut Panzer dans le village de Rots et élimine les SS qui tendent une embuscade à une escouade du Régiment de la Chaudière.

### Bataille de l'Escaut

#### Capture de 93 soldats
Dans la nuit du 30 au 31 octobre, lors de la bataille de l'Escaut dans le sud des Pays-Bas, Léo Major capture 93 soldats allemands à lui seul.

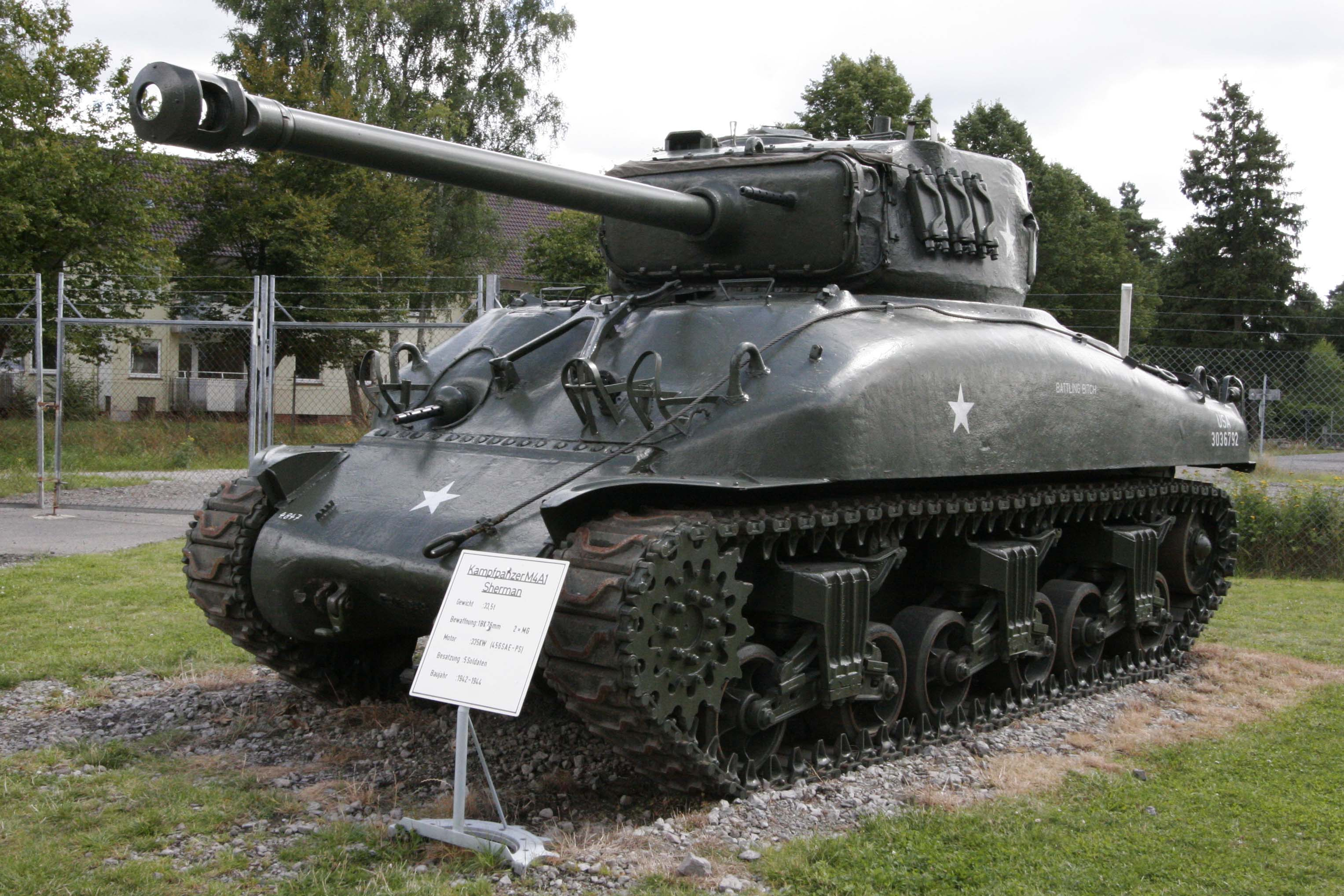
Sherman M4A1 76 VVSS.

Afin de retrouver 50 soldats anglais envoyés en patrouille dans l'après-midi et qui ne sont pas revenus le soir, Léo est envoyé seul en reconnaissance la nuit venue. Il repère deux soldats allemands marchant le long d'une digue. Comme le temps est froid et pluvieux, Léo déclare : « je suis gelé et mouillé à cause de vous, vous paierez ». Il capture l'un et tue l'autre, qui a tenté d'utiliser son arme. Il utilise son prisonnier comme appât pour se saisir du reste de l'unité.
Major continue sa mission avec comme objectif de capturer le commandant de l'unité et forcer celle-ci à se rendre. La garnison allemande se rend après que trois autres soldats sont abattus par Major. Il ramène les prisonniers et croise une batterie d'artillerie allemande alertée par les tirs de Major. L'artillerie fait feu sur la colonne de prisonniers, en blessant ou en tuant certains. Major, méprisant le feu ennemi, escorte ses prisonniers jusqu'à la première ligne canadienne. Croisant un char M4 Sherman sur le chemin, Léo demande à l'équipage du char de tirer sur la batterie afin de faire cesser leur tir.
Il revient au camp avec près d'une centaine de prisonniers. C'est pour cette action qu'il est nommé pour la Distinguished Conduct Medal (DCM), médaille qu'il refuse car la décoration doit lui être remise par le général Montgomery que Major juge militairement incompétent,,.

#### Dos brisé

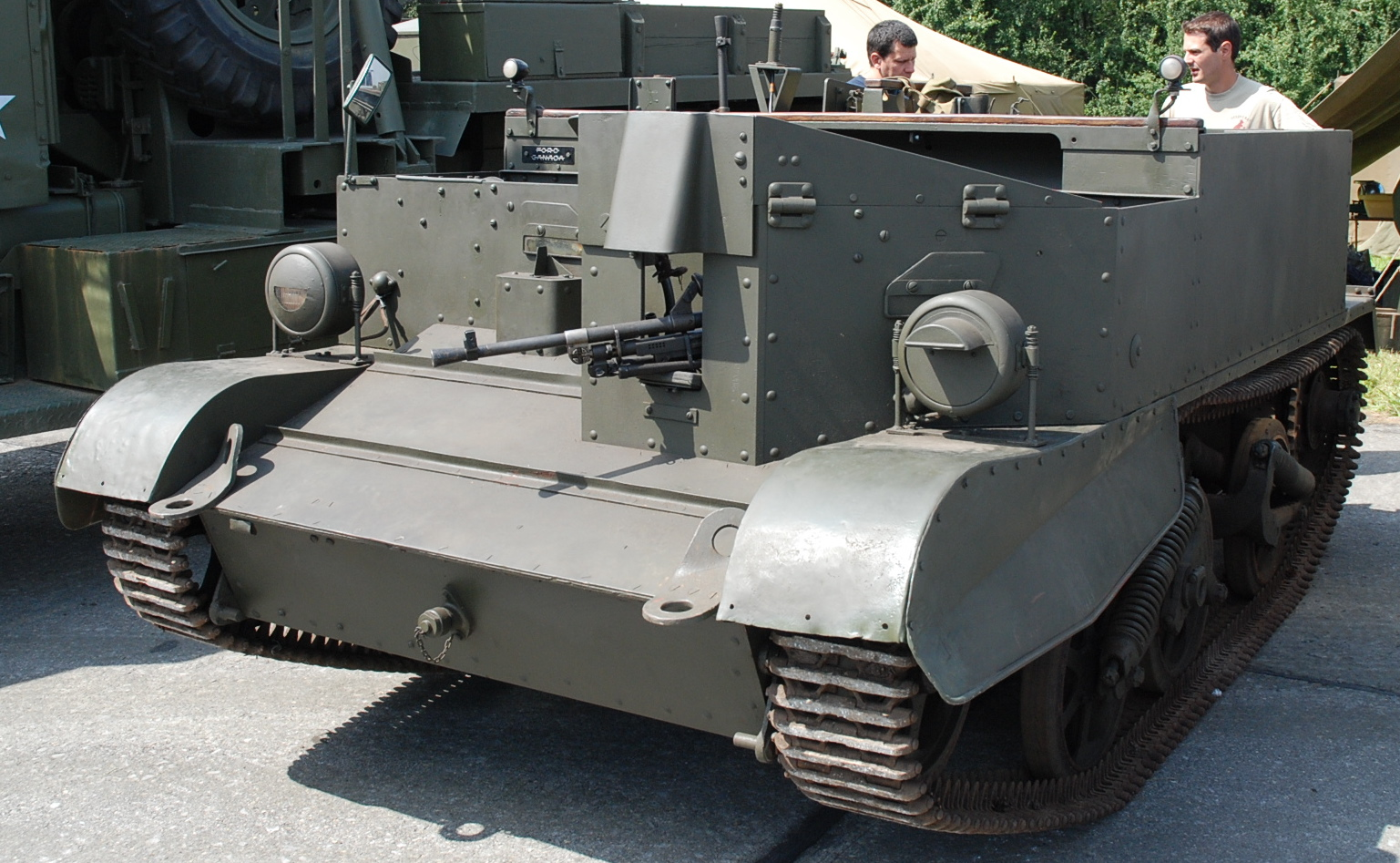
Chenillette Bren Carrier.

Le 27 février 1945 près de Keppeln en Allemagne, Léo Major aide l'aumônier du régiment, le Padré Delcourt, à récupérer les corps de soldats d'un char Tigre pour les mettre dans un véhicule de transport : un Bren Carrier. Après avoir terminé de charger les corps, l'aumônier s'assoit près du conducteur, Major prend place à l'arrière. Le véhicule roule sur une mine antichar. L'aumônier Delcourt et le conducteur sont tués sur le coup, alors que Léo Major est projeté en l'air, avant d'atterrir durement sur le bas du dos. Sans connaissance, il est placé derrière un camion par des médecins pour le transporter vers un hôpital de campagne situé à 50 km. Le camion s'arrête toutes les 15 minutes pour qu'on puisse lui injecter de la morphine afin de supporter la douleur. À nouveau, on lui dit que la guerre est finie pour lui et qu'il sera rapatrié vers l'Angleterre en raison de ses fractures au dos en trois endroits, en plus d'entorses aux deux chevilles et quatre côtes cassées. Une semaine s'écoule et Major a l'occasion de fuir. Il réussit à obtenir d'une jeep passante qu'on le conduise à Nimègue, une ville où il a précédemment rencontré une famille hollandaise, les Slepenbeck. Il séjourne chez la famille près d'un mois avant de rejoindre son unité le 29 mars 1945.

#### Libération deZwolle
Le 13 avril 1945, le Régiment de la Chaudière approche de la ville de Zwolle aux Pays-Bas, qui a alors une population d'environ 50 000 habitants. Cette ville fait l'objet d'une forte résistance des troupes allemandes, durant les mois de mars et avril, 50 soldats canadiens perdent la vie chaque jour. Afin de connaître la force et la position de l'ennemi, le commandant du régiment demande deux volontaires avant de donner l'ordre à l'artillerie de pilonner la ville. Léo Major et son meilleur ami, Willy Arseneault, se portent volontaires.

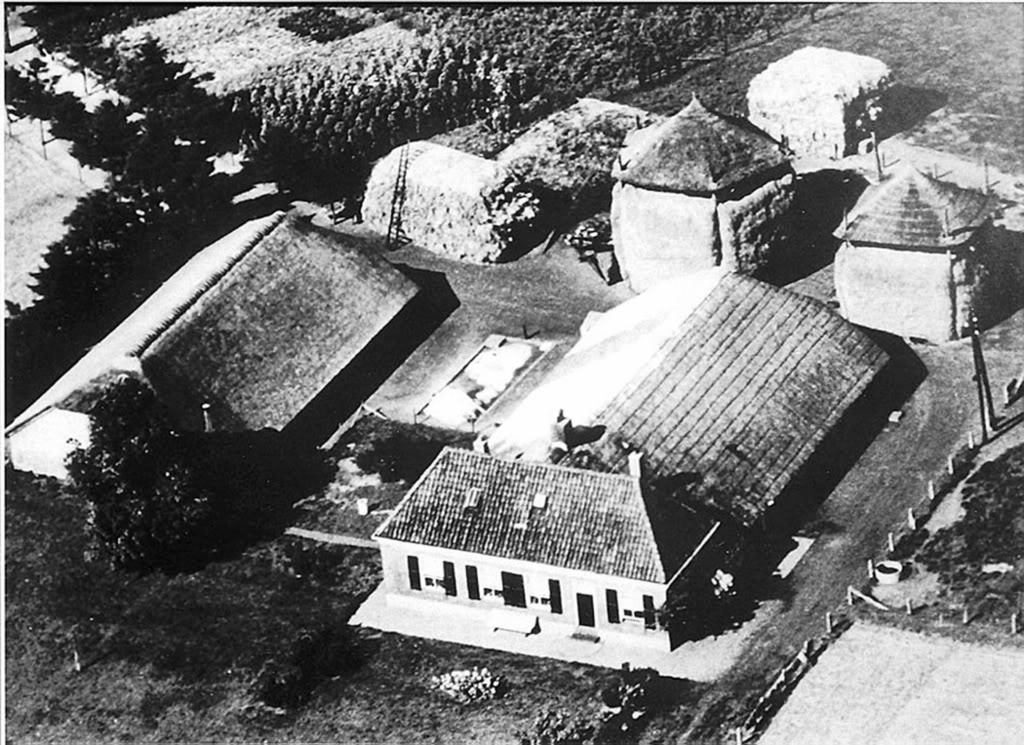
Ferme des Van Gerner, circa 1942.

Ils partent à la tombée de la nuit et arrivent à la ferme Van Gerner où, ne parlant pas néerlandais, ils ont des difficultés à communiquer avec le fermier et sa famille qui tentent de leur dire qu'il y a beaucoup d'Allemands dans la forêt près de la ferme. Ils quittent la ferme vers 23 heures. Peu de temps après, Arseneault est tué par des tirs allemands après avoir accidentellement révélé la position de l'équipe. Furieux, Léo Major répond en tuant deux Allemands, mais le reste du peloton fuit dans un véhicule. Il décide de poursuivre sa mission seul.
Il entre dans la ville de Zwolle et aperçoit une voiture d'officier. Il prend par surprise le chauffeur allemand et le capture. Ce dernier le mène à un bar où un officier allemand, armé, prend un verre. Après avoir désarmé l'officier, il réalise qu'il parle français, car l’officier venait de l'Alsace. Léo Major lui explique que l'artillerie canadienne va débuter ses tirs sur la ville vers 6:00 a.m., ce qui provoquerait de nombreuses pertes tant chez les personnes civiles que parmi les troupes allemandes. Léo Major a alors pris le risque de laisser l'officier aller dans l'espoir qu'il convainque son unité de quitter la ville. Il lui remet même son arme.
Durant la nuit il se met à attaquer les patrouilles allemandes et à courir dans les rues de la ville en mitraillant et lançant des grenades dans les maisons vides afin de faire croire à l'invasion de la ville par les troupes canadiennes. Une dizaine de fois, il surprend des groupes de huit à dix soldats allemands : une fois capturés, il les dirige hors de la ville près des positions du régiment et les remet aux soldats canadiens français, puis retourne vers la ville pour continuer sa mission. Quatre fois dans la nuit, il doit forcer quelques portes de maison pour pouvoir se reposer et faire le point. Il tombe aussi sur le quartier général des SS, et livre un combat rapide avec huit officiers supérieurs, mortel pour quatre d'entre eux, les autres prenant la fuite. Il met le feu au QG de la Gestapo,.
Au petit matin, il se rend compte que les dernières troupes allemandes ont quitté la ville et que Zwolle est libérée. Il se met à frapper à plusieurs portes, mais les habitants sont trop effrayés pour sortir. Finalement, il rencontre des membres de la résistance qui lui présentent une enseignante d'anglais. Léo Major lui demande d'annoncer à la radio que la ville est libérée des Allemands. C'est alors que les habitants commencent à sortir. Il repart récupérer le corps de Willy Arseneault et le remet au fermier qui le garde jusqu'à ce que le régiment de la Chaudière le récupère pour l'enterrer. Il est de retour au camp à 9 heures. La population accueille le régiment canadien qui entre dans la ville libérée.
Pour ces actions, Léo Major reçoit sa première décoration Distinguished Conduct Medal (DCM), l'une des principales décorations britanniques pour acte de bravoure. Willy Arseneault reçoit le Lion de bronze à titre posthume en 1970 par la reine Juliana.

## Guerre de Corée et seconde DCM

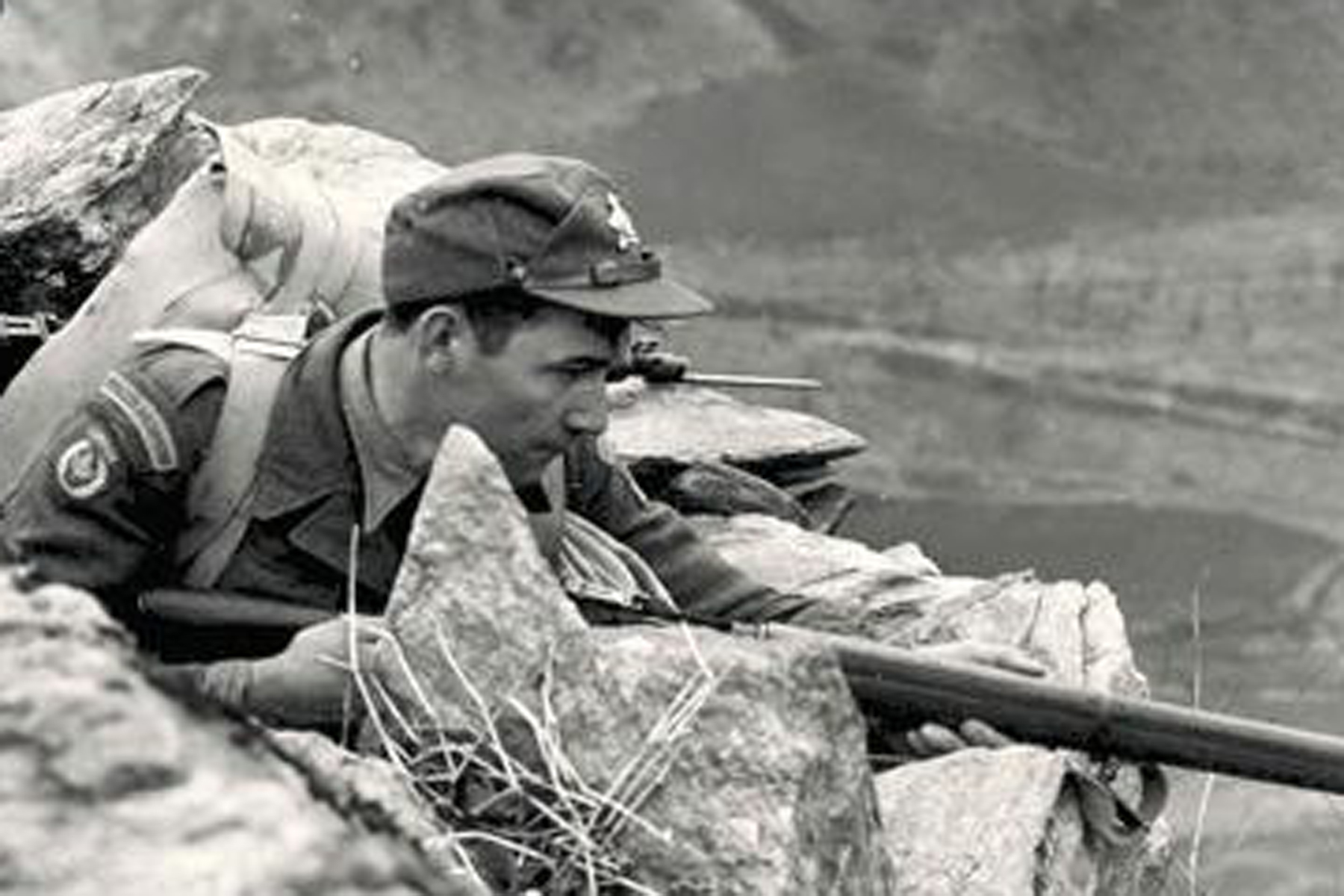
Léo Major sur la colline 355 en Corée.

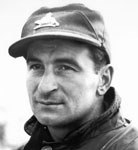
Major est deux fois récipiendaire de la Distinguished Conduct Medal.

En 1945, quelques semaines après son retour au pays, il doit se faire opérer au dos. Il passe trois mois dans un hôpital de vétérans. Au lieu d’obtenir une libération des Forces armées, on lui offre un poste de magasinier dans un centre de ravitaillement militaire pour le reste de l’année. Il n’aime pas beaucoup ce genre de travail et il décide d’aller travailler pour la raffinerie Shell comme tuyauteur.
La guerre de Corée est déclarée le 25 juin 1950, quand la Corée du Nord envahit sa voisine, la Corée du Sud, après des années de tensions grandissantes. Cette agression donne lieu à une guerre qui durera plus de trois ans et qui amènera vite l’intervention des États-Unis, du Canada et d’autres pays membres de l'Organisation des Nations unies (ONU) à l’appui de la Corée capitaliste, le Sud, sous le Commandement des Nations unies en Corée et l’entrée en guerre de la Chine du côté de la Corée communiste, le Nord.
Durant l’été 1950, Léo, qui vient d’avoir une offre pour un travail en Afrique du Nord, reçoit l'appel du colonel Taschereau. Il veut aussi qu'il rencontre quelques officiers au Centre de recrutement. Le commandant est le major général Derome mais celui qui désire faire sa connaissance est le lieutenant-colonel Jacques Dextraze.
Ils veulent créer un groupe d’éclaireurs. Léo deviendrait responsable de cette équipe sans aucun officier pour lui dire quoi faire. Il décide de l’enrôler même s’il n’a l’usage que d’un seul œil et qu’il reçoit une pension d’invalidité de 20 %. Il est enrôlé le 15 août 1950, et devient le 1000e soldat du contingent canadien. L'armée canadienne espère ainsi inciter d'autres Canadiens à s'enrôler car un héros de la Seconde Guerre mondiale donne l'exemple. Il est intégré au 2e bataillon du Royal 22e Régiment qui s’entraîne à Fort Lewis aux États-Unis. Le Bataillon va y rester jusqu’au 15 avril 1951.
Léo doit recruter 80 hommes dans un court laps de temps et les préparer en quelques mois. Le lieutenant-colonel Dextraze lui assigne le capitaine Plouffe qui avait fait la guerre en Afrique du Nord avec l’armée britannique et le sergent-major Juteau qui a été capturé à Dieppe mais avait réussi à s’évader et à retourner en Grande-Bretagne.
En novembre 1951, une unité de la 3e division d’infanterie américaine a perdu, aux mains de l'Armée des volontaires du peuple chinois, la colline 355, en laissant une importante quantité de matériel derrière elle. Avec ses 355 mètres de hauteur, c'est la plus haute montagne de la région. Baptisée « Kowang San » par les Coréens, elle a été surnommée « petit Gibraltar » par les troupes de l’ONU en raison de sa taille imposante et de ses nombreuses positions défensives. La colline est située à une quarantaine de kilomètres au nord de Séoul et avait été pris par les forces de l’ONU lors de la bataille de Maryang San en octobre 1951.
Le lieutenant-colonel Dextraze demande à Léo Major s'il peut faire quelque chose. Major désire qu'on lui laisse carte blanche, qu'on lui laisse choisir ses hommes et que chaque homme après cette mission reçoive une bouteille de rhum et une permission de huit jours. Le colonel accepte et Léo Major part à la tombée de la nuit avec un peloton de 18 hommes qu'il a entraînés.
Au matin, la colline tombe aux mains de Léo Major et de son équipe. Les Chinois lancent deux de leurs divisions (les 190e et 191e), environ 14 000 hommes, en contre-attaque sans succès. Léo Major fait preuve de courage et de détermination en donnant l'exemple et permet à son peloton de résister et de repousser sept attaques des troupes chinoises venant de quatre directions différentes pendant trois jours avant d'être remplacés par d'autres troupes canadiennes. Un soldat a été blessé et Léo Major l'a transporté sur ses épaules jusqu'au bas de la colline et ce, malgré son dos blessé en Hollande. En retournant au camp, un journaliste canadien-français demande à Léo de lui expliquer l'opération qui vient de se produire. Comme Léo est complètement exténué, il dit au journaliste, René Lévesque, de consulter son officier supérieur.
Une vingtaine de Canadiens français ont tenu tête à deux divisions d'infanterie de l’Armée populaire de libération. Sept d'entre eux recevront une médaille militaire. Ce que la 3e division américaine, forte d'environ 10 000 hommes, n'a pu faire, Léo Major et 18 de ses hommes y sont arrivés. Pour cette action Léo Major reçoit sa deuxième DCM.

## Décès
Léo Major décède d'un cancer des os à Candiac le 12 octobre 2008,.

## Honneurs

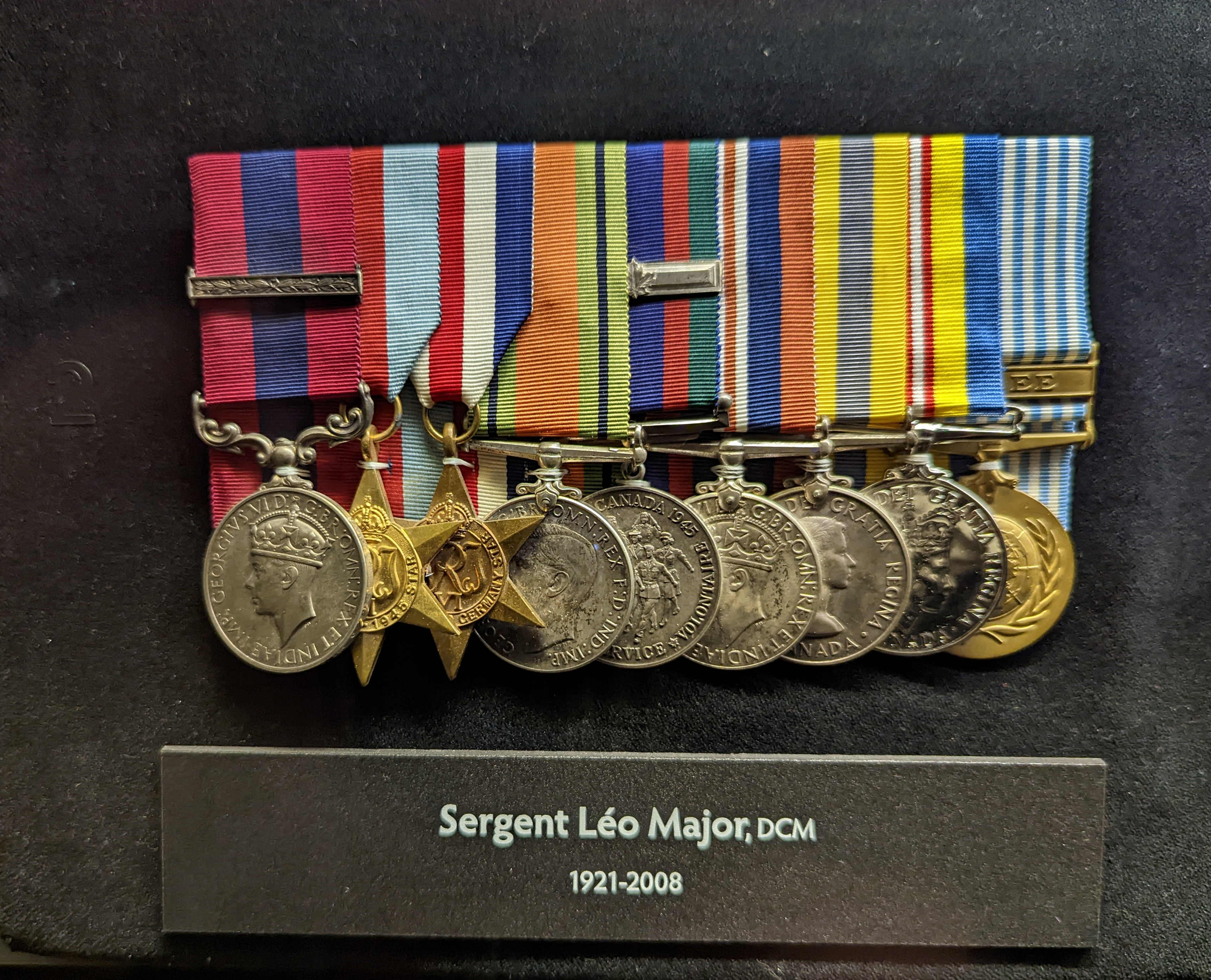
Médailles de Léo Major.

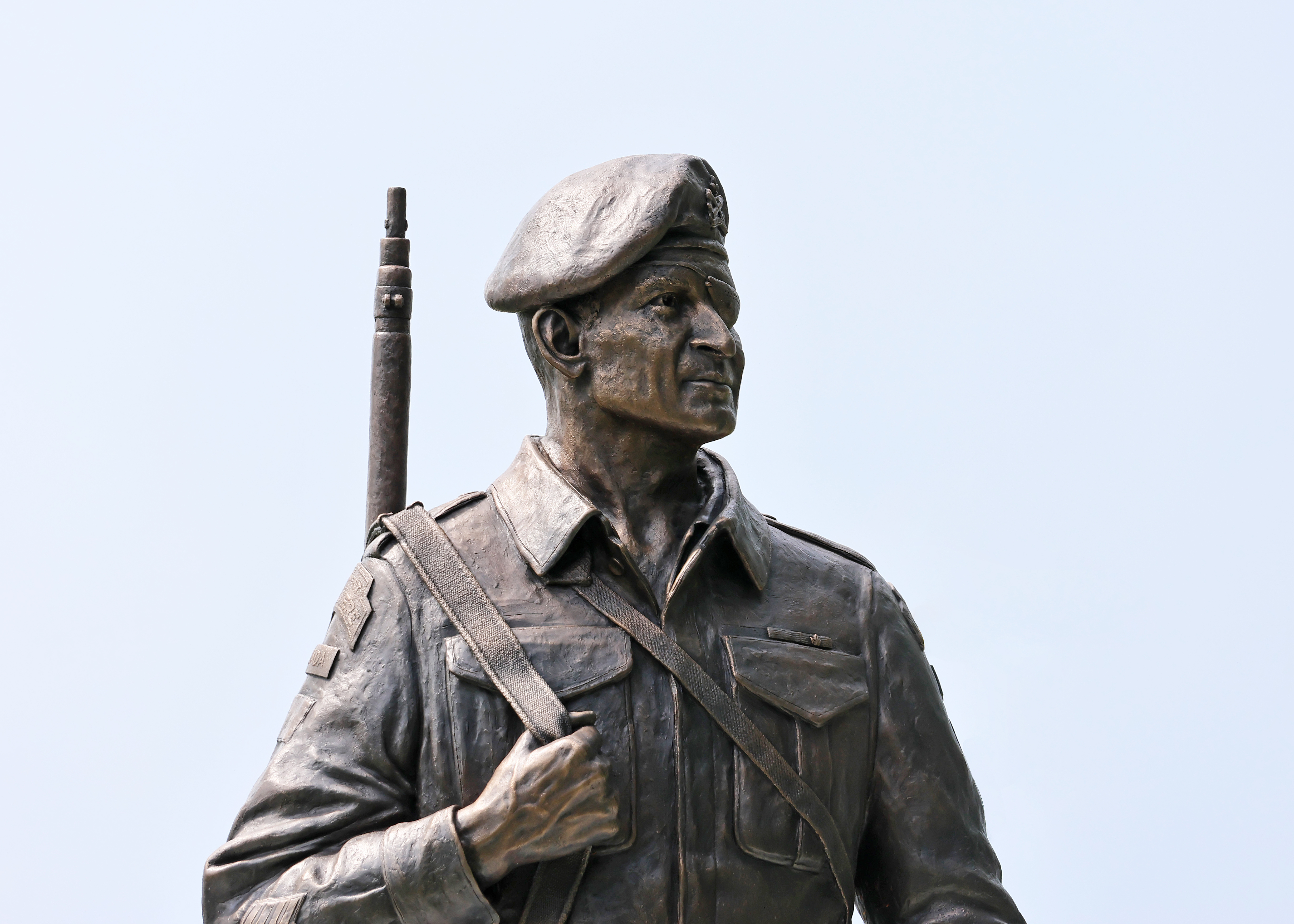
Statue de Léo Major à Lévis.

Léo Major est un des 38 Canadiens à avoir reçu deux Distinguished Conduct Medals, mais le seul d'entre eux à les avoir reçues dans deux guerres différentes. Dans tout le Commonwealth britannique, il n'y a que trois soldats qui partagent cet honneur. Il est aussi le seul soldat connu pour avoir libéré une ville à lui seul,. Ses médailles ont été vendues à l'encan pour une somme de 14 000 livres sterling en 2006.
Le Régiment de la Chaudière a créé un trophée en l'honneur de Léo Major et le décerne annuellement à la compagnie la plus efficace.
La Médaille de l’Assemblée nationale a été remise à Léo Major le 11 novembre 2013, à titre posthume, lors de la Commémoration québécoise du jour du Souvenir de la Société Saint-Jean-Baptiste de Montréal.
Le 12 juin 2014, le Comité de toponymie de Montréal a accepté d'ajouter le nom de Léo Major dans la banque prévisionnelle de toponymie. Cela ne garantit pas son emploi pour la dénomination d'un lieu de la Ville de Montréal, mais par ailleurs, en 2021, près de la base militaire de Valcartier à Québec, une portion de la rue de Montolieu a été renommée route Léo-Major.
Le 31 mai 2025, une statue de Léo Major est dévoilée dans un parc à Lévis sur le bord du fleuve Saint-Laurent. Elle rend hommage aux militaires de Lévis et de Chaudière-Appalaches qui sont tombés au combat lors de la Première Guerre mondiale, la Seconde Guerre mondiale, la guerre de Corée et la guerre d’Afghanistan,,.
Il est inhumé au côté de son épouse Pauline au Champ d'honneur national à Pointe-Claire, au Québec.

### Zwolle

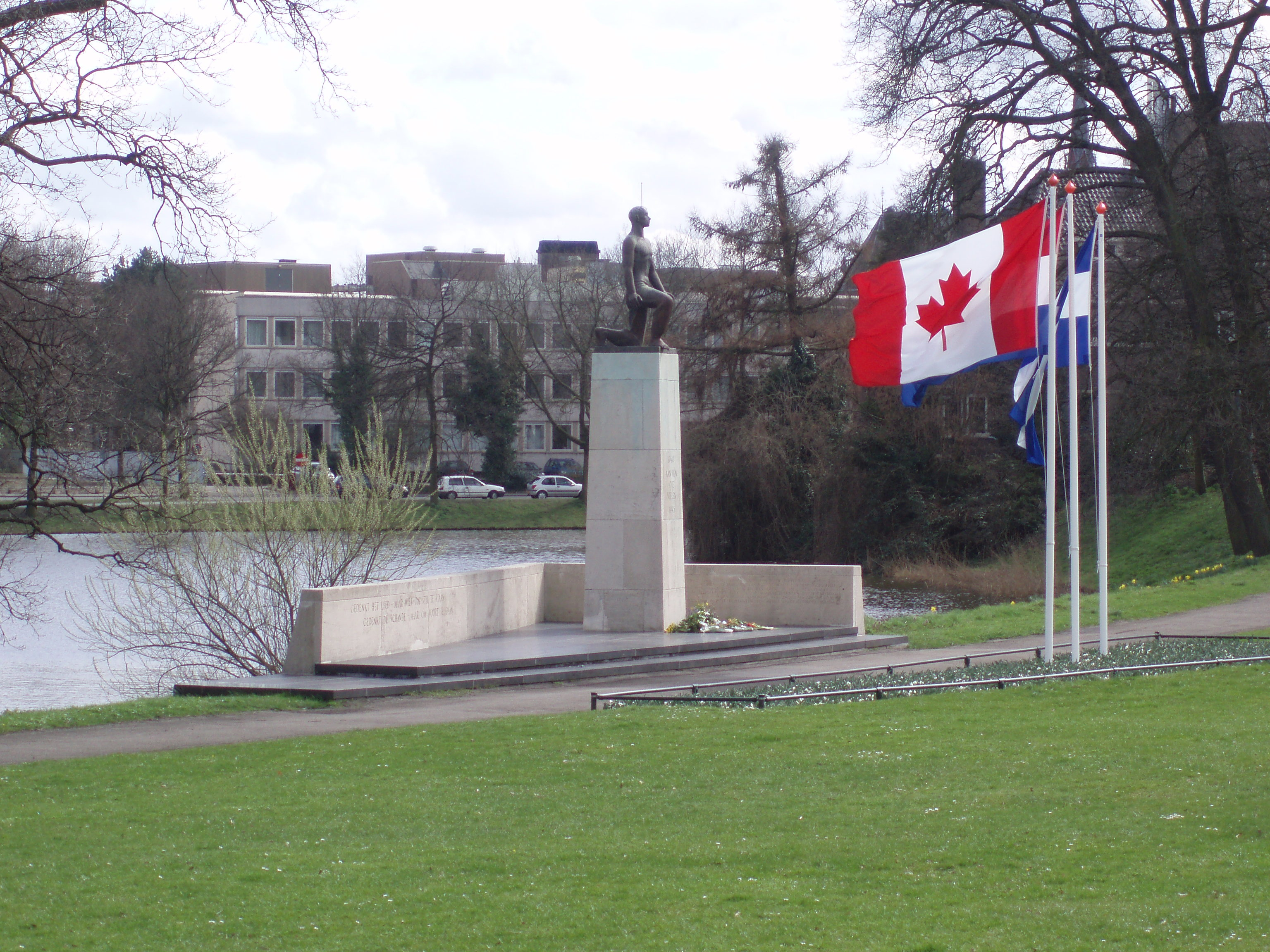
Mémorial de guerre de Zwolle.

Il est reçu le 14 avril 1970 par la reine Juliana des Pays-Bas. Il reçoit le titre de citoyen d'honneur de Zwolle le 14 avril 2005 à l'âge de 84 ans.
Le 14 avril de chaque année, des poèmes sont lus et des chansons chantées par des enfants de trois écoles primaires de Zwolle. Les enfants vont également porter des fleurs au pied du mémorial de guerre, érigé en mémoire de tous ceux tombés pour la libération de Zwolle. Le drapeau du Canada est hissé pour commémorer les libérateurs canadiens, en particulier le « premier libérateur canadien Léo Major ».

### Médailles
| 1re ligne | Médaille de Conduite distinguée avec agrafe | Médaille de Conduite distinguée avec agrafe | Étoile de la guerre 1939-1945                      | Étoile de la guerre 1939-1945                      | Étoile de la France et de l'Allemagne | Étoile de la France et de l'Allemagne |
| 2e ligne  | Médaille de la Défense 39-45                | Médaille de la Défense 39-45                | Médaille canadienne du volontaire                  | Médaille canadienne du volontaire                  | Médaille de la guerre 1939-1945       | Médaille de la guerre 1939-1945       |
| 3e ligne  | Médaille de Corée                           | Médaille de Corée                           | Médaille canadienne de Service volontaire en Corée | Médaille canadienne de Service volontaire en Corée | Médaille des Nations Unies de Corée   | Médaille des Nations Unies de Corée   |

## Hommages
- Léo Major est un personnage dans le jeu vidéo Steel Division: Normandy 44 et dans le jeu Liberators (en).
- En 2016, Erick Drapeau publie un roman de fiction inspirée de la vie de Léo Major : Léo Major: un héros québécois[30].
- Le 13 avril 2018, le documentaire Léo Major, le fantôme borgne produit par Les films Sighter est diffusé dans le cadre des Grands reportages sur ICI RDI[31].
- Au début de 2019, les distillateurs Subversifs de Sorel-Tracy nomme leurs spiritueux en faisant référence à des personnages historiques du Québec, dont le Réduit de Léo en l'honneur de Léo Major [32].
- Le 6 juin 2019, lors du 75e anniversaire du débarquement de Normandie, le Premier ministre français Édouard Philippe mentionne le nom de quelques soldats, dont celui de Léo Major, « ce guerrier exceptionnel », lors de son discours à Juno Beach[33]. Le même jour, le premier ministre du Québec François Legault, lors d'une motion à l'Assemblée nationale souligne les 75 ans du débarquement de Normandie en rendant hommage aux nombreux Québécois qui y ont participé, dont Léo Major[34].
- À la suggestion des supporteurs du PEC Zwolle, club de football de la ville de Zwolle, le nom de Léo Major a été inscrit sur le col du maillot pour la saison 2019-2020, afin de souligner les 75 ans de la libération de la ville par ce soldat québécois[35].
- Le 2 octobre 2019, Luc Lépine, historien militaire québécois, publie la biographie de Léo Major, Léo Major, un héros résilient, L'homme qui libéra une ville à lui seul[36].
- En son honneur, les cadets royaux de l'Armée canadienne nomment un de leurs pelotons de camp d'été situé à la base militaire de Valcartier, le peloton Léo Major, qui correspond à un des pelotons du cours d'instructeur en exercice militaire et cérémonial (IEMC).
- Le 29 avril 2020, Postes Canada émet un timbre commémoratif à l'effigie de Léo Major pour souligner le 75e anniversaire du jour de la Victoire en Europe[37]
- Léo Major est un personnage dans l'extension Battle for Caen : Operation Charwood-Jupiter du jeu de stratégie sur table Heroes of Normandie. Le surnom de Rambo from Québec y est mentionné.
- Les exploits militaires de Léo Major sont racontés dans le tome 3 du Petit Théâtre des Opérations (Fluide Glacial) de Monsieur le chien et Julien Hervieux en 2022.
- Le groupe canadien de rock progressif Mystery (en) rend hommage à Léo Major dans la chanson Pearls and Fire de l'album Redemption sorti en 2023.

### Toponymie

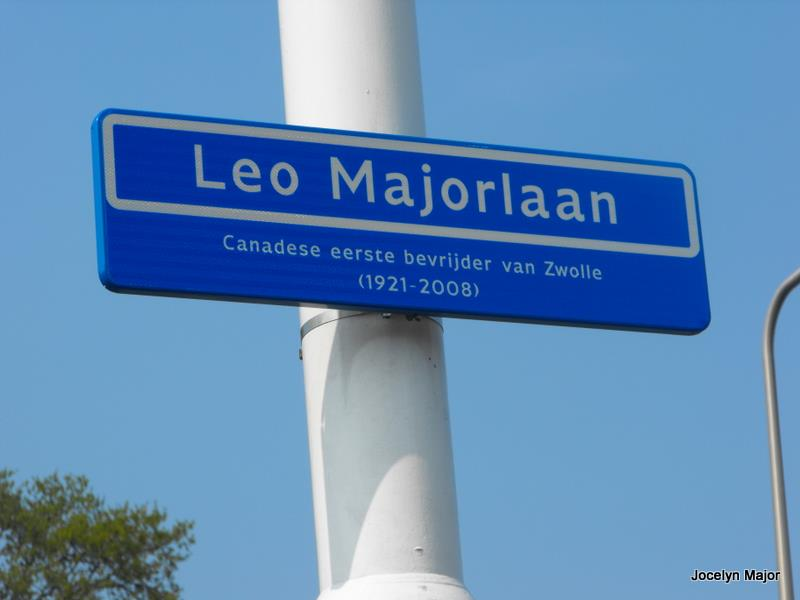
Avenue Leo Majorlaan de Zwolle.

- La ville de Zwolle aux Pays-Bas a nommé une avenue importante en l'honneur de Léo Major : « Avenue Léo Major - Premier libérateur canadien de Zwolle (1921-2008) »[38].
- Le 27 novembre 2015, la ville de Vaudreuil-Dorion au Québec a nommé la rue Major en l'honneur de Léo Major[39].
- Le 30 août 2018, la ville de Longueuil au Québec a renommé le parc du souvenir en parc Léo-Major[40]. Le 11 novembre 2019, la ville annonce qu'une plaque commémorative sera dévoilée au cours de l'année lors d'une cérémonie sur la Place du Souvenir au parc Léo-Major[41]. Cette plaque est dévoilée lors d'une cérémonie le 2 septembre 2021[42].
- Le 11 novembre 2021, jour du Souvenir, une portion de la rue de Montolieu dans le secteur de la base militaire de Valcartier à Québec prend le nom de route Léo Major[25].

## Galerie d'images

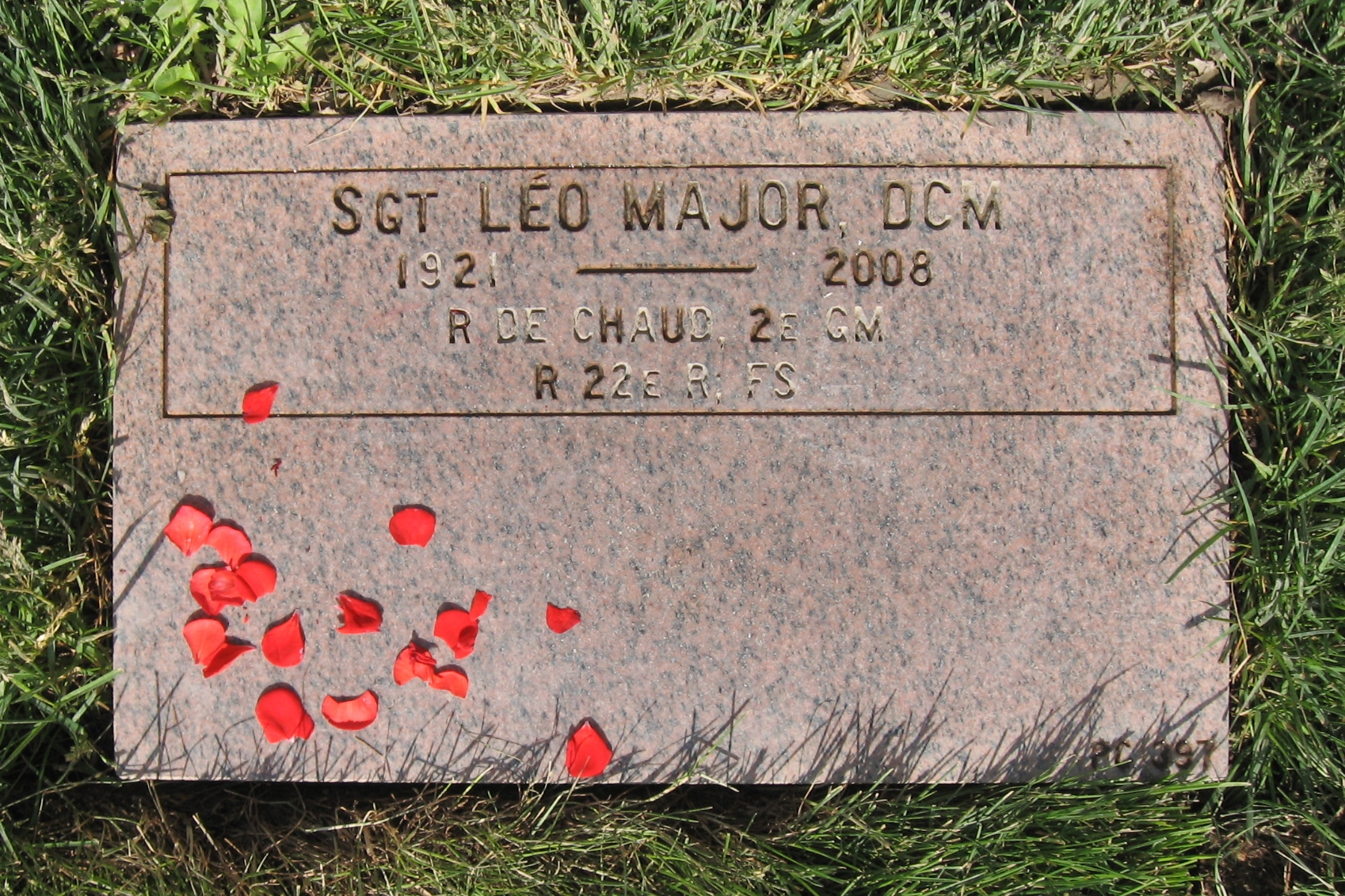
Pierre tombale de Léo Major.
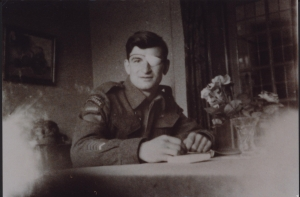
Léo Major écrivant à sa compagne lors d'une permission aux Pays-Bas.
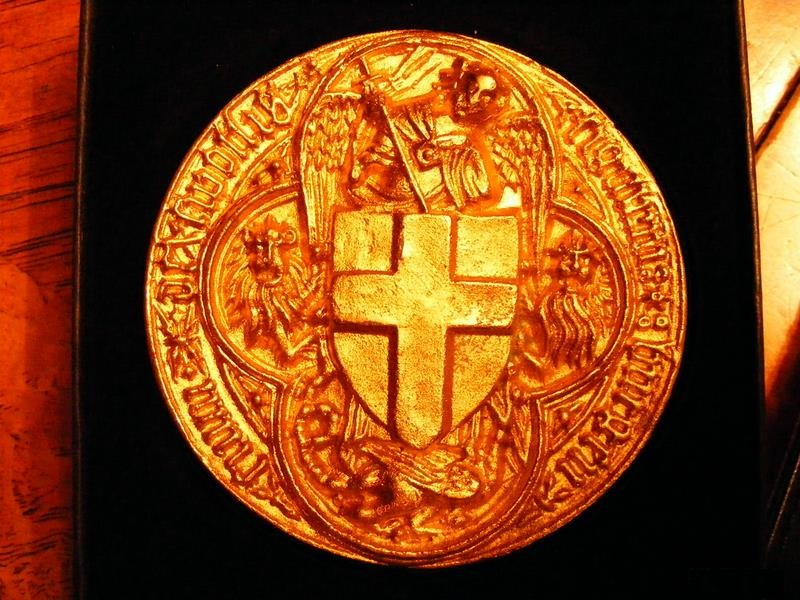
La médaille de citoyen d'honneur de Zwolle de Léo Major.
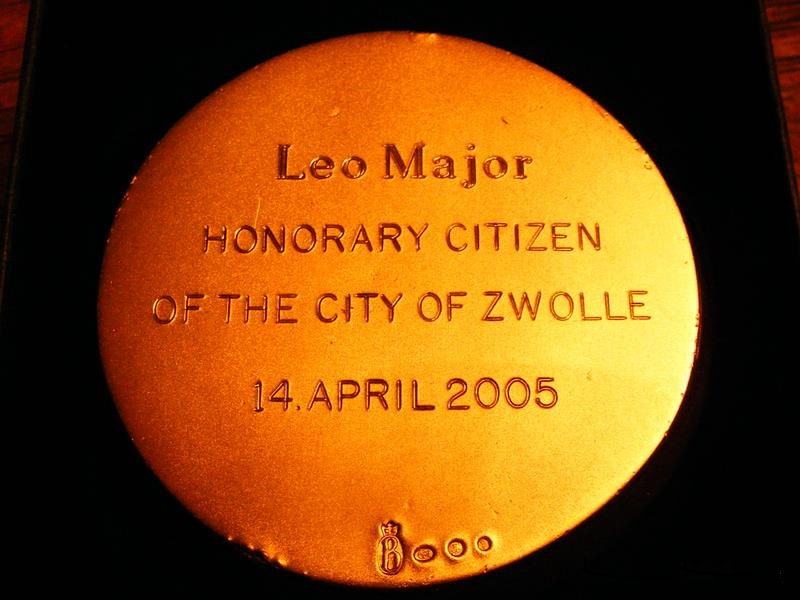
Texte gravé au verso de la médaille.
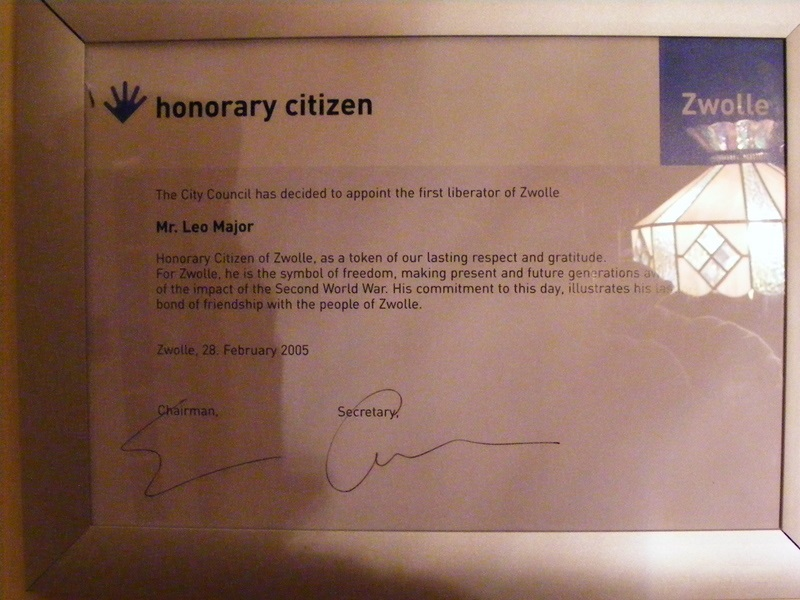
Certificat de citoyen d'honneur remis à Léo Major le 14 avril 2005 par le maire de Zwolle.